# Whitefield (Maine)
Whitefield es un pueblo ubicado en el condado de Lincoln en el estado estadounidense de Maine. En el Censo de 2010 tenía una población de 2.300 habitantes y una densidad poblacional de 18,69 personas por km².

## Geografía
Whitefield se encuentra ubicado en las coordenadas 44°11′53″N 69°37′11″O / 44.19806, -69.61972. Según la Oficina del Censo de los Estados Unidos, Whitefield tiene una superficie total de 123.04 km², de la cual 121.25 km² corresponden a tierra firme y (1.45%) 1.79 km² es agua.

## Demografía
Según el censo de 2010, había 2.300 personas residiendo en Whitefield. La densidad de población era de 18,69 hab./km². De los 2.300 habitantes, Whitefield estaba compuesto por el 97.83% blancos, el 0.35% eran afroamericanos, el 0.39% eran amerindios, el 0.3% eran asiáticos, el 0% eran isleños del Pacífico, el 0.04% eran de otras razas y el 1.09% pertenecían a dos o más razas. Del total de la población el 1.13% eran hispanos o latinos de cualquier raza.